# 宇喜田稲荷神社
宇喜田稲荷神社（うきたいなりじんじゃ）は、東京都江戸川区の神社。

## 歴史
1643年（寛永20年）に創建された。西宇喜田村の鎮守であった。明治期に村社に列格している。
昭和後期に行われた土地区画整理事業により、社容を一新している。そのため昭和後期から令和にかけて建てられた建造物が多い。
正面入口の鳥居の前にある石灯籠は、1825年（文政8年）に建てられたものである。なお、中に入って拝殿前にも石灯籠があるが、これは令和改元を記念して建てられたものである。
江戸川区地域は、かつて海苔の生産地であった。そのことを記念する「乾海苔創業記念碑」が境内に建てられている。

## 文化財
- 稲荷神社所在の力石群 - 江戸川区登録有形民俗文化財・民俗資料、平成22年3月9日告示[5]

## 交通アクセス
- 西葛西駅より徒歩12分。
- 葛西駅より徒歩15分（経路案内）。